# Ijahis idja
Ijahis idja är en samisk musikfestival som har avhållits i anslutning till kulturcentret Sajos i Enare kyrkby i Finland varje år sedan 2004. Festivalen pågår under två dagar i mitten av augusti och lockar tusentals besökare.
År 2024 besöktes den av 3 400 personer och 5 400 deltog via livestream.
Musikprogrammet omfattar både traditionell samisk musik och jojkar men också rap, pop, folkrock, tekno framfört på samiska.
På programmet finns också seminarier och föreläsningar, en talenttävling och tävlingar i lassokast samt en marknad med försäljning av konsthantverk. Inträde till Siida museet ingår i biljettavgiften.